# Ortega (Tolima)
Ortega es un municipio colombiano, perteneciente al departamento del Tolima, localizado a dos horas de Ibagué, capital departamental, y a 45 minutos de Espinal.

## Toponimia
En honor al español Juan de Ortega y Carrillo.

## Historia

### Periodo prehispánico
Los primitivas tribus de los aicos, dulas y tuamo, que enfrentaron a los conquistadores españoles en el actual territorio de Ortega, pertenecían al grupo pijao, de etnia Caribe. 
El jefe de este grupo era el cacique Ancón .

### Conquista española
Después de los hechos de 1563 en Tolibio de los Pat-es de los que Diego Bocanegra sale bien librado y llevando con él a Francisco de Aguilar, soldado liberado de los de Francisco de Trejo y guía experto en estas etnias del departamento del Tolima en Colombia,  busca en 1572 en Santa Fe de Bogotá apoyo para inicia una campaña y obtiene la licencia de la Real Audiencia de Santafé de Bogotá para ir a pacificar los Pijaos.  Usando los recursos económicos de seis mil pesos, suministrados por Isabel de Bocanegra,  mujer poderosa y su hermana; marcha  con sesenta soldados de caballería bien apertrechados, siguiendo el curso del Río Magdalena hasta Natagaima  y siguiendo el curso del río Pata o Patía límite entre los departamentos de Huila y Tolima, fortifica El Real en un lugar cerca del hoy municipios de San Antonio y Ataco en un morro alto y con ochenta indios aliados los de San Vicente de Páez.
Construye Diego Bocanegra el Fuerte de Palenque, como muestra de buena voluntad del Cacica de Ata-ana, el Ata-ka, Tala, envía a doce hombres nativos para colaborar en la construcción de fuerte con el conquistador que terminado el trabajo, los mantiene cautivos. Este acto llena de ira al cacica de Ata-ana. Arremete la cacica Tala el fuerte, con tan mala suerte, que no logra doblegar al conquistador y resunta su acción en muchas bajas, días después de las escaramuzas regresa al fuerte el cacica Tala en compañía de ochenta nativos para el servicio del conquistador además de presentes y regalos, con lo cual se hace la paz. Tala aliado ahora de Diego Bocanegra entran con su gente a engrosar la nueva encomienda de él. Con esta alianza, Tala y más de quinientos de sus guerreros entran a formar parte de los ejércitos conquistadores para vencer las resistencias Pijao del Río Amo-ya por ser la mayor y más principal de estas gentes.
Marcha el conquistador desde el Fuerte del Real con un grupo compuesto por el capitán Luis de Morales, Vicente Valenzuela, el capitán Ambrosio de Morales Bocanegra y cuarenta soldados que tenía Diego Bocanegra para la conquista de los nativos de Amoya, y estableció un pueblo llamado Santiago de la Frontera siguiendo el curso del actual río Ortega cerca al hoy municipio de Ortega en el Tolima. Luego con los trabajos de él cacica de Tala se consigue la paz con los Pijao de Amoya y durante dos años se mantiene, con florecimiento del Fuerte de Santiago de la Frontera, hecho que causa envidias en encomenderos del Fuerte de San Bonifacio, que después de muchas intrigas, logran que la Real Audiencia de Santafé de Bogotá envié a Diego Bocanegra a colaborar con Gonzalo Jiménez de Quesada para la pacificación de los pijaos gualies o pantagoras,  dejando el fuerte a cargo de Francisco de Donantes que la abandona para marchar en busca de fortuna al Perú, llevándose con él algunos soldados y dejando el fuerte de Santiago a cargo de Sargento Arizmendi que al verse desprotegido y realizando los Pijaos constantes escaramuzas por la disminución de las tropas conquistadoras la abandona para el año de 1575.
Para 1583 regresa a los territorios del rio Amoy al Capitán Bocanegra recuperando el fuerte de Santiago de la Frontera, al que días después llega a esta región, acompañado de sus guerreros, el Mohán de Pat-ana, de nombre Beco y en minga ritual con Chequera, cacica general de los pijaos para esta acción y otros cacicas de etnias aliadas como el Pat-ka-ana o Cacica Pacharma, deciden atacar el fuerte de Santiago de la Frontera. Esta acción de guerra resulta con la disminución de ambos ejércitos y sin victoria para ninguno de los generales. Bocanegra abandona de nuevo esta fortificacíon,  para ir en busca de un lugar más seguro al sur, donde toma para sí, el Fuerte del Escorial, recién abandonado por el capitán Talaverano, llamándolo: Medina de las Torres cerca del actual municipio de Chaparral en el Tolima por licencia del presidente de la Real Audiencia de Santafé de Bogotá, Francisco Guillén Chaparro.
Destruida por los pijaos, Diego Bocanegra hizo una segunda fundación en la Mesa de Chaparral,  con el nombre de Medina de las Torres en el año de 1586.
Debido a los ataques de la pijaos, la ciudad de Medina de las Torres desapareció, por lo que fue necesaria una tercera fundación, pero éstos la atacaron de nuevo.

### República
El 30 de noviembre de 1821 el terrateniente Nicolás Ramírez, sacerdote católico, cedió 98 km² de sus heredades y sobre la cima de un cerro que hacía difícil el ataque de los indígenas, se fundó un poblado en honor del español Juan de Ortega y Carrillo. 
La población de Ortega fue reconocida como parroquia en 1822 y en 1824 fue elevada a la categoría de distrito.
El 23 de mayo de 1837, durante su segundo gobierno, el presidente de la República José Ignacio de Márquez sancionó la Ley del Congreso de la República que lo convertía en cantón de la provincia de Mariquita, compuesta por los distritos parroquiales de Chaparral y Ortega, separados del antiguo distrito parroquial de El Espinal.
La ley del 21 de febrero de 1863 le otorgó el reconocimiento de Municipio.

## Controversia sobre la fundación de Ortega
Sobre la fundación de Ortega, Tolima, no existe un consenso definitivo, especialmente en lo que se refiere a la fecha del 30 de noviembre de 1821, puesto que no hay pruebas escritas de tal suceso y de allí que esta parte del artículo no tenga referencias. Al respecto, sin embargo, se puede decir que en las crónicas de Fray Pedro Simón conocidas como "Las Conquistas de Tierra Firme en las Indias Occidentales", Tomo V, Tercera Parte, Capítulo XXVII, 4.°, aparece la siguiente referencia a la primera fundación de lo que hoy se conoce como Ortega: "Salen algunos indios de paz y puebla el Capitán Bocanegra, Desabridos los mensajeros de Ibagué por no querer guardar el que ellos enviaban á darle al Bocanegra, tomaron la vuelta de su ciudad llevándose sonsacados seis soldados, con harto sentimiento del Capitán, que lo mostró bien, pues alzando luégo todo su campo del puesto donde estaba, se vino y rancheó sobre la quebrada que llaman de Ortega (que yo he pasado hartas veces), donde luégo comenzó á fundar una ciudad que le llamó Santiago de la Frontera, año de 1572, á quien puso Justicia y Regimiento, habiendo precedido todas las ceremonias que en tales facciones se usan…" op. cit. p. 240, Ed. Casa Editorial de Medrano Rivas. Bogotá, 1892 (http://www.archive.org/details/tierrafirmeindias05simbrich). De las crónicas de Fray Pedro Simón quedan claras dos cosas: la primera fundación de Ortega, Tolima, la realizó el capitán español Diego Fernández de Bocanegra en el año 1572 y la denominó "Santiago de la Frontera". La segunda es que en dicho lugar había una quebrada llamada "de Ortega", de la cual, posiblemente, el actual municipio tomó su nombre. Por último, cabe aclarar que, sobre el Capitán Juan de Ortega y Carrillo (del cual se dice que tomó el municipio su nombre) hay varias referencias, especialmente en la página https://biblioteca.icanh.gov.co/cgi-bin/koha/opac-detail.pl?biblionumber=81186, donde aparece el título: "Información de méritos y servicios prestados a la Corona por el capitán Juan de Ortega y Carrillo, vecino de Tocaima", cuyos créditos de producción citán (¿Un libro?): "Informaciones de Méritos y Servicios de los Primeros Descubridores, Conquistadores y Pacificadores del Nuevo Reino de Granada (1614 - 1644) 168, No.: 5, Ramo: 1, ff.: 274 - 311.", el cual, según indica la página web citada, se encuentra en formato de microfilm. Por tanto queda aún la duda de si el actual municipio tomó su nombre del Capitán Ortega y Carrillo o de la quebrada que, según Fray Pedro Simón, ya estaba nombrada de tal manera y que cruzó varias veces.

## Geografía

### División Político-Administrativa
Además de su Cabecera municipal, tiene bajo su jurisdicción los siguientes Centros poblados: El Vergel, Guaipa, Hato de Iglesia, La Mesa de Ortega, Los Guayabos y Olaya Herrera

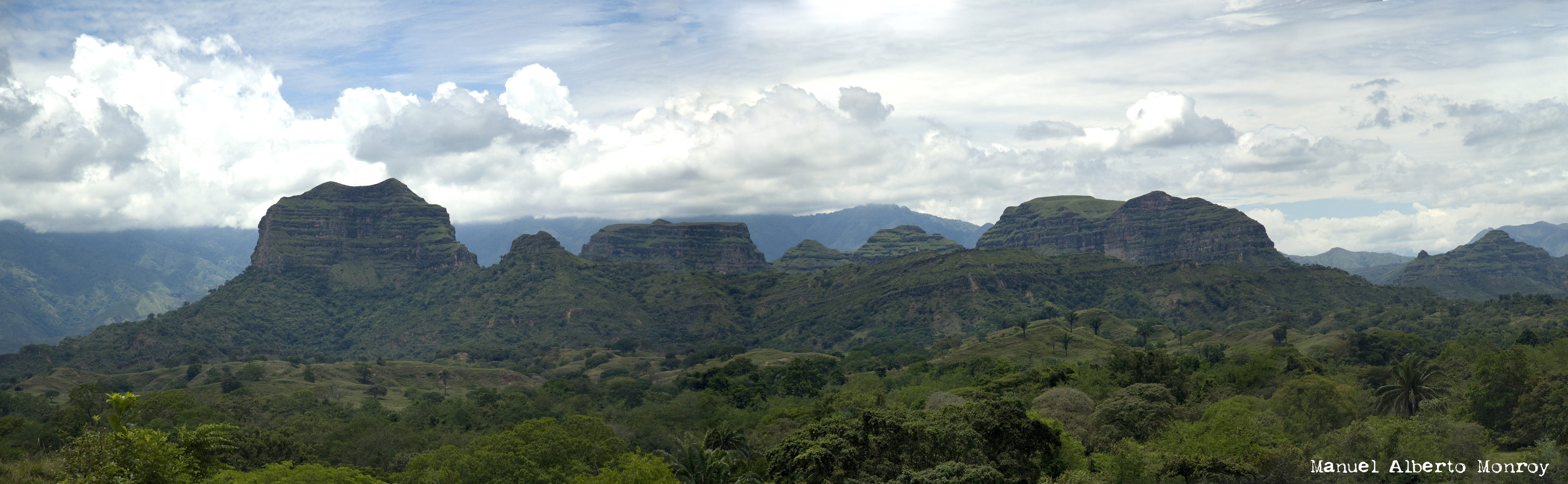
Cerro de los Avechucos.

### Límites
| Noroeste: Rovira Río Cucuama | Norte: Valle de San Juan Río Cucuama              | Nordeste: San Luis Río Cucuama      |
| Oeste: San Antonio           |                                                   | Este: Saldaña y Coyaima Río Saldaña |
| Suroeste: Chaparral          | Sur: Límite entre Chaparral y Coyaima Río Saldaña | Sureste: Coyaima Río Saldaña        |

## Servicios públicos
- Energía Eléctrica: Celsia, es la empresa prestadora del servicio de energía eléctrica.
- Gas Natural: Alcanos de Colombia es la empresa distribuidora y comercializadora de gas natural en el municipio.